# Corvus rhipidurus
Corvus rhipidurus là một loài chim trong họ Corvidae.

## Hình ảnh

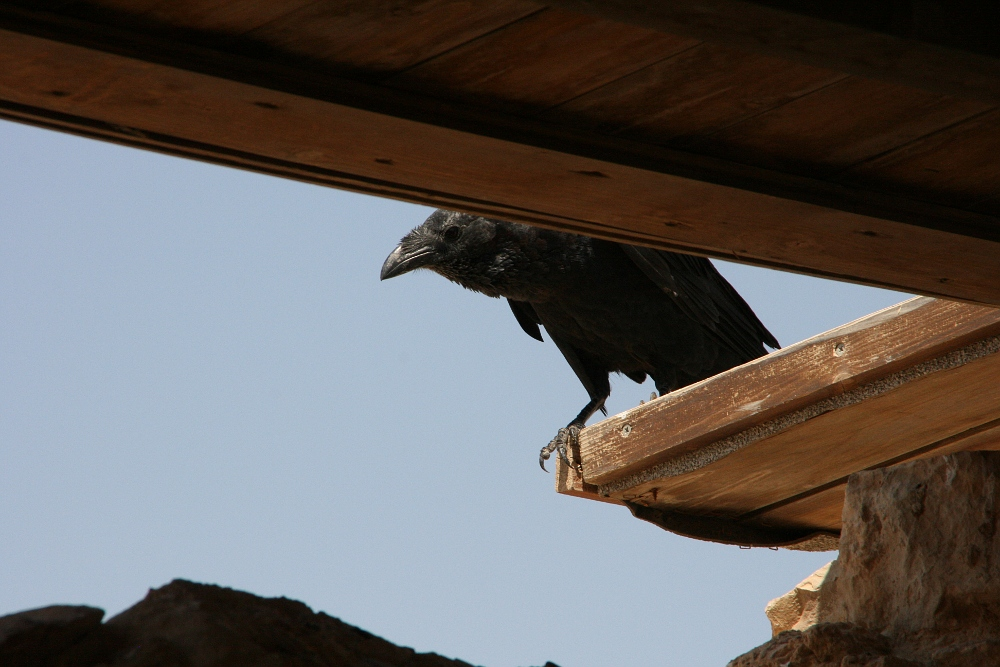
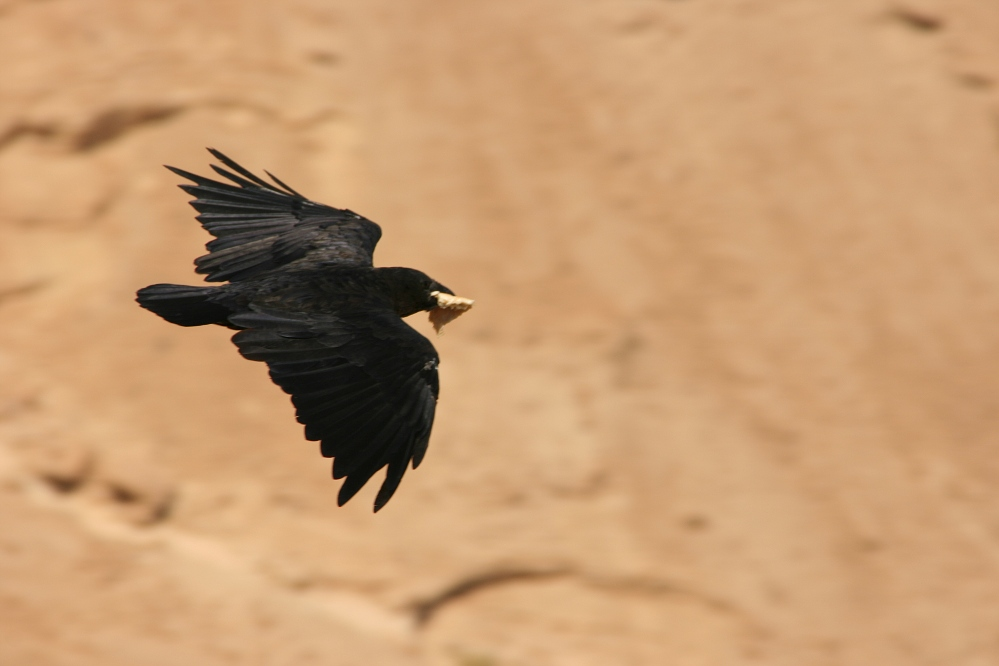
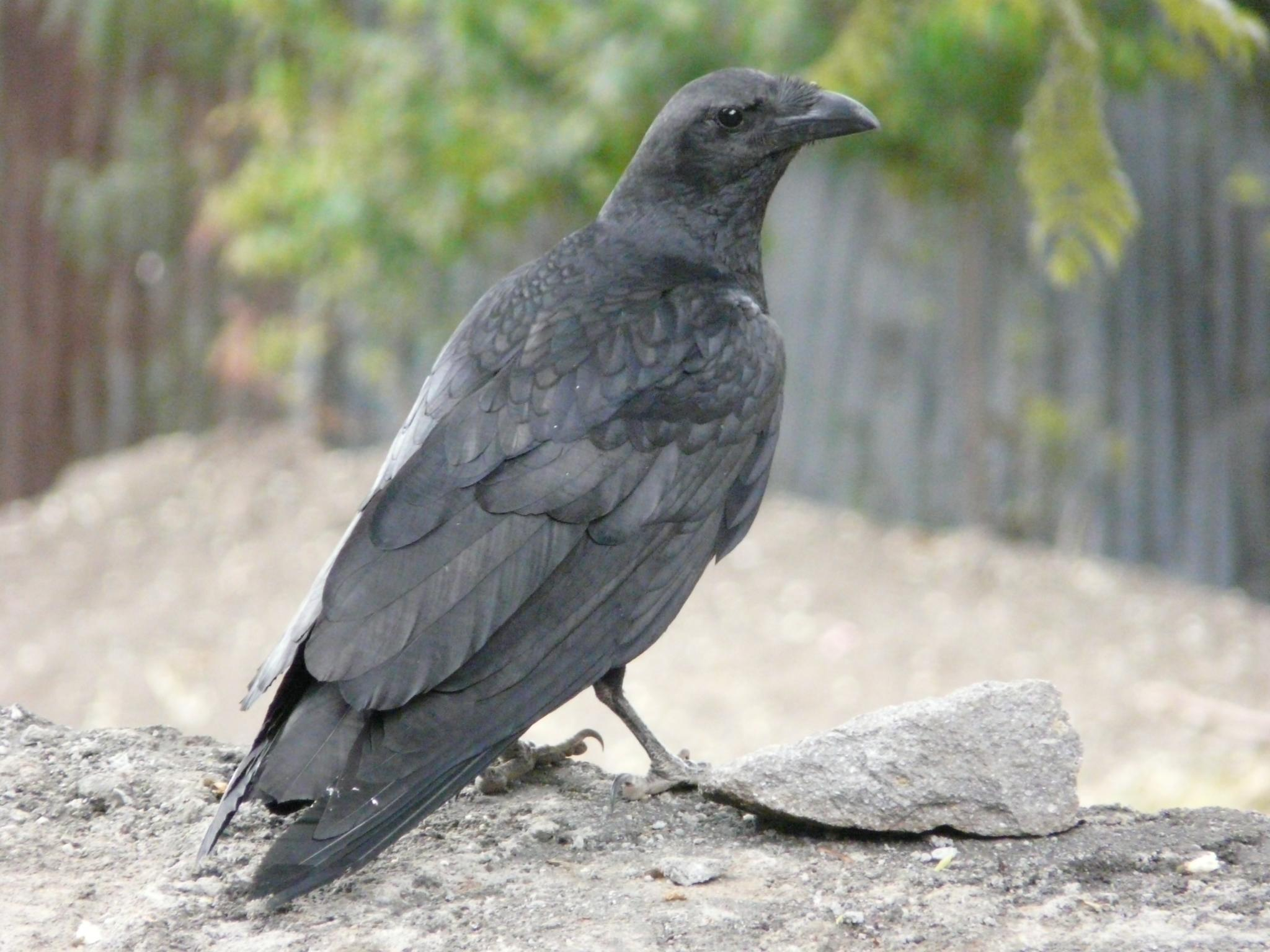